# Heaven's on Fire
„Heaven's on Fire“ je píseň americké rockové skupiny Kiss vydaná na albu Animalize. Píseň napsali Paul Stanley a Desmond Child. Je to první singl z alba.Píseň se umístila v mnoha hitparádách a stala se velice populární.Video k písni se vysílalo na MTV. V klipu se představuje nový kytarista skupiny Mark St. John.

## Sestava
- Paul Stanley – zpěv, rytmická kytara
- Gene Simmons – zpěv, basová kytara
- Mark St. John – sólová kytara
- Eric Carr – zpěv, bicí, perkuse